# 420 (大麻)
420（フォー・トゥエンティ、four-twenty、4:20、4/20）は、大麻を表すスラング。アメリカ合衆国の大麻のカルチャーにおいて、420という番号は、大麻の消費と関連して用いられる。

## 概要
この言葉の正確な由来は当時毎日のように、午後4:20になると「あなたの子供はどこにいるか知ってる？」というCMが流れていたことによる。日本においてもヘッドショップ などで取り扱われている、大麻に関連したさまざまなグッズで、この番号を見ることができる。一例として、日本のチェーン展開しているヘッドショップの店名は「four-twenty」である。

## 由来
420の言葉の由来については、現在も多くの論争の対象になっている（英語版のノートを参照）。しかしこの用語は、1970年代前半にはアメリカで一意的に使用されるようになっていたとされる。1970年代初め、カリフォルニア州サンラフェル (San Rafael) のサン・ラフェル高校の生徒の集団が、毎日放課後の午後4時20分、大麻を吸う目的でルイ・パスツールの銅像の前で会っていた。この時間に由来しているという説がもっとも広く受け入れられている。2017年になり当時の生徒本人にHuffing Postがインタビューを行い、その詳細が初めて語られた。インタビューによると、彼らはWaldosと自らを呼び、みな何らかの運動部に所属する学生だった。また彼らが4時20分に集まっていたのは大麻を吸うためではなく、沿岸警備隊が密かに育てている大麻草を横取りするための捜索に出発するためだった。また、アメリカの警察用語（パトカー）において、大麻薬事犯を「420」というコードを使って無線で交信するため、このことが由来となっているという説もある。

## マリファナデー
アメリカやカナダの大麻使用者は、420を由来として、毎年4月20日にマリファナを摂取し祝うために集うことから、同日をマリファナデーと呼ばれる。2012年のバンクーバーの例では金融街を中心にデモも行われ、主要な道路が封鎖される規模となった。